# Rogeria minensis
Rogeria minensis är en myrart som beskrevs av Santschi 1923. Rogeria minensis ingår i släktet Rogeria och familjen myror. Inga underarter finns listade i Catalogue of Life.